# Eurolophosaurus
Eurolophosaurus is een geslacht van hagedissen uit de familie kielstaartleguaanachtigen (Tropiduridae).

## Naam en indeling
De wetenschappelijke naam van de groep werd voor het eerst voorgesteld door Darrel Richmond Frost, Miguel Trefaut Rodrigues, Taran Grant en Tom A. Titus in 2001. Tot die tijd behoorden de soorten tot het geslacht Tropidurus, waardoor de verouderde wetenschappelijke namen nog worden gebruikt.
Er zijn drie soorten die allemaal in de jaren tachtig van de vorige eeuw werden beschreven.

## Verspreiding en habitat
Alle soorten komen voor in Zuid-Amerika, alle drie zijn ze endemisch in Brazilië. De hagedissen leven in de deelstaten Bahia en Minas Gerais. De habitat bestaat uit wat drogere omgevingen, zoals savannen en scrubland.

## Beschermingsstatus
Door de internationale natuurbeschermingsorganisatie IUCN is aan alle soorten een beschermingsstatus toegewezen. Twee soorten worden gezien als 'veilig' (Least Concern of LC) en de soort Eurolophosaurus amathites wordt beschouwd als 'onzeker' (Data Deficient of DD).

## Soorten
Het geslacht omvat de volgende soorten, met de auteur en het verspreidingsgebied.
| Naam                        | Auteur          | Verspreidingsgebied     |
| --------------------------- | --------------- | ----------------------- |
| Eurolophosaurus amathites   | Rodrigues, 1984 | Brazilië (Bahia)        |
| Eurolophosaurus divaricatus | Rodrigues, 1986 | Brazilië (Bahia)        |
| Eurolophosaurus nanuzae     | Rodrigues, 1981 | Brazilië (Minas Gerais) |